# 鴻池忠治郎
鴻池 忠治郎（こうのいけ ちゅうじろう、1852年（嘉永5年）8月10日 - 1945年（昭和20年）8月8日）は日本の実業家。幼名伊之助。伝法の鴻ノ伊が稼業の通り名。

## 経歴
大阪府西成郡北伝法村（現在の大阪市此花区）出身。父・鴻池藤七、母・くに。鴻池家が大阪伝法に居を構えたのは、17世紀ごろといわれ、六軒屋という屋号で大阪の人々に親しまれてきた。
1871年（明治4年）父から家業の廻船問屋を引き継ぐとともに、土木や建設の人員を供与する個人営業を創業。
1952年（昭和27年）に大阪建設業会の大物たちが座談会を開いた際に大林組相談役は、当時「鴻池さんのおられる伝法方面の」仕事をしていたと発言している。鴻池と伝法が特別に深い関係があった点は一同が認めている。
後発の大林芳五郎は築港工事、内国勧業博覧会の工事で躍進したが、その過程で北の木也市とコネクションを作り、木也市と同じ伝安一家の伝法の鴻ノ伊、幸町の淡熊とも繋がった。当時、関西の伝安ー家は日本最大のやくざ組織であった。
1898年（明治31年）ごろから内務省三池貞一郎主任技師らの要請により淀川改良工事に従事。
1918年（大正7年）株式会社鴻池組設立。
1880年（明治13年）には運輸業にも進出し、運輸部門は現在鴻池運輸となる。

## 人物
淀川の大洪水に対して、鴻池組は被害地の復旧に全力を挙げた。

## 家系
長男は鴻池忠三郎(二代目鴻池組社長)。鴻池藤一（四代目鴻池組社長・元全国建設業協会会長)と鴻池十郎（元鴻池運輸社長）は孫。
藤一の長男は鴻池一季（五代目鴻池組社長）で、娘の夫は八馬直佳(東宝不動産社長）、義兄（妻敏子の兄）は大林芳郎（元大林組社長）でその長男は大林剛郎(大林組会長）。十郎の長男は鴻池忠彦（鴻池運輸社長）、長女陽子の夫は辻卓史（鴻池運輸会長）。藤一・十郎の姉喜美子は荒井賢太郎(元枢密院副議長）の次男健雄（元鴻池組・鴻池運輸専務）の妻、その次女文子の夫は澤田退蔵（富士紡績元専務・大山ハム創業者）の長男澤田信吉。
鴻池忠治郎の弟は鴻池藤太郎で、その孫が鴻池祥肇(参議院議員、元国務大臣）。
先祖は山中幸盛と伝承。
広瀬隆著『持丸長者[幕末・維新篇]―日本を動かした怪物たち』306頁によれば、「建設会社の鴻池組は、明治四年に鴻池忠治郎が建設と運輸をおこなう会社を創業したもので、鴻池善右衛門一族とは無関係である。」という。
　